# Solos (Cilícia)
Solos (grec antic: Σόλοι, llatí: Soli) fou una important ciutat de la costa de Cilícia situada entre les desembocadures dels rius Lamos i Píramos, de cadascun dels quals, segons Estrabó, es trobava a uns 90 km de distància, i a la riba del rierol Líparis.
Segons la tradició, la ciutat la van fundar colons d'Argos i de la ciutat de Lindos de Rodes, tal com diuen Estrabó i Pomponi Mela, i ja és esmentada de Xenofont.
Alexandre el Gran, que la va considerar una ciutat rica, li va imposar un fort tribut (200 talents) per la fidelitat dels seus habitants al rei de Pèrsia, tot i ser d'origen grec, diu Flavi Arrià. La llengua grega parlada a Solos estava molt influïda pel multilingüisme fruit de la barreja dels grecs amb els nadius, i aquesta particularitat era prou coneguda en el món grec, fins al punt que va donar lloc al mot solecisme (σολοικισμός), per indicar casos en què es trenquen les regles de la sintaxi. Val a dir que hi ha autors que atribueixen aquesta referència a la ciutat de Solos de Xipre.
Tigranes II d'Armènia, en el curs de les Guerres Mitridàtiques cap a l'any 78 o 77 aC, la va atacar i destruir, i va deportar els seus habitants a la seva nova capital, Tigranocerta, segons Dió Cassi i Estrabó. Pompeu la va restaurar i la va repoblar amb els pirates que havia capturat a la zona, i la va rebatejar Pompeiòpolis (Πομπηϊούπολις), diuen Plutarc i Apià. Aquest nom, però, no va arrelar.
Hi van néixer el filòsof Crisip i els poetes Filemó el Vell i Arat, i a l'antiguitat es creia que aquest darrer hi estava enterrat en un turó proper a la ciutat.
Queden restes de certa importància de l'antiga ciutat vora Mezitli, al costat de la gran Mersin de Turquia.